# Jean-Luc
Pour les articles homonymes, voir Luc.
Jean-Luc est un prénom composé masculin notamment porté par :
- Jean-Luc Delarue
- Jean-Luc Lagarce
- Jean-Luc Lagardère
- Jean-Luc Lemoine
- Jean-Luc Mélenchon
- Jean-Luc Reichmann
- Jean-Luc Pikachu